# União Desportiva Oliveirense
El União Desportiva Oliveirense es un club deportivo de Oliveira de Azeméis, Portugal. El club fue fundado en el 25 de octubre de 1922, y los campos de los equipos deportivos en fútbol, hockey sobre patines y baloncesto. Los equipos de hockey sobre patines y de baloncesto han estado jugando en la división superior portuguesa durante varios años y se encuentran entre los más poderosos de Portugal. 
Su equipo de fútbol actualmente juega en la Segunda Liga, mientras que el equipo de hockey sobre patines terminó 5 º en el Campeonato Nacional 2005-06.

## Palmarés
- Campeonato Nacional de Seniores: 1

2016/17

## Historial
Hasta el año 2011, el club estuvo una sola temporada en la primera división de fútbol portugués.
| Temporada | Pos. | Pts. | G | E | P  | GF | GC | Resultado  |
| --------- | ---- | ---- | - | - | -- | -- | -- | ---------- |
| 1945-1946 | 12   | 11   | 3 | 2 | 17 | 22 | 73 | descendido |